# Kirche Pörschken
Die Kirche Pörschken (russisch Кирха Пёршкена) ist eine Ruine im heutigen Nowo-Moskowskoje, Oblast Kaliningrad, im vormaligen deutschen Ostpreußen.

## Geographische Lage
Nowo-Moskowskoje liegt vier Kilometer östlich der Stadt Laduschkin (deutsch Ludwigsort) an einer Nebenstraße, die von Swetloje (Kobbelbude) an der russischen Regionalstraße 27A-002 (frühere russische Fernstraße R 516, einstige deutsche Reichsautobahn Berlin–Königsberg) über Muschkino (Stobecken/Lauck) nach Uschakowo (Brandenburg am Frischen Haff) führt. Nowo-Moskowskoje ist zugleich Bahnstation an der Bahnstrecke Kaliningrad–Mamonowo, der einstigen Preußischen Ostbahn.
Die Ruinen der Kirche befinden sich im südlichen Ortszentrum, westlich der Hauptstraße.

## Kirchengebäude

Skizze des Turms der Dorfkirche, erstellt um etwa 1895

Die Kirche Pörschken zählt mit der Juditter Kirche in Königsberg (Preußen) (russisch Kaliningrad) zu den ältesten Gotteshäusern des Samlandes. Ein Erstbau der Kirche stammt vermutlich aus der Zeit vor der ersten urkundlichen Erwähnung: demnach wurde sie 1261 gegründet, aber schon 1262 – in der Zeit des zweiten prußischen Aufstandes – niedergebrannt. Am heutigen Bau weisen Baunähte, Achsenverschiebungen der Fenster und Abweichungen vom rechten Winkel darauf hin, dass der Bau aus einer Vergrößerung des kleineren Erstbaus hervorging. In den folgenden Jahrhunderten wurde er mehrfach ausgebaut und umgestaltet. Als vergrößerter Bau wurde er zusammen mit dem Turm auf einem starken Untergeschoss aus Granit aufgeführt. Die weiteren Stockwerke in Ziegelbau wurden erst 1676 aufgesetzt. Sie dienten den beiden Läuteglocken von 1769 und 1839 zur Aufhängung.

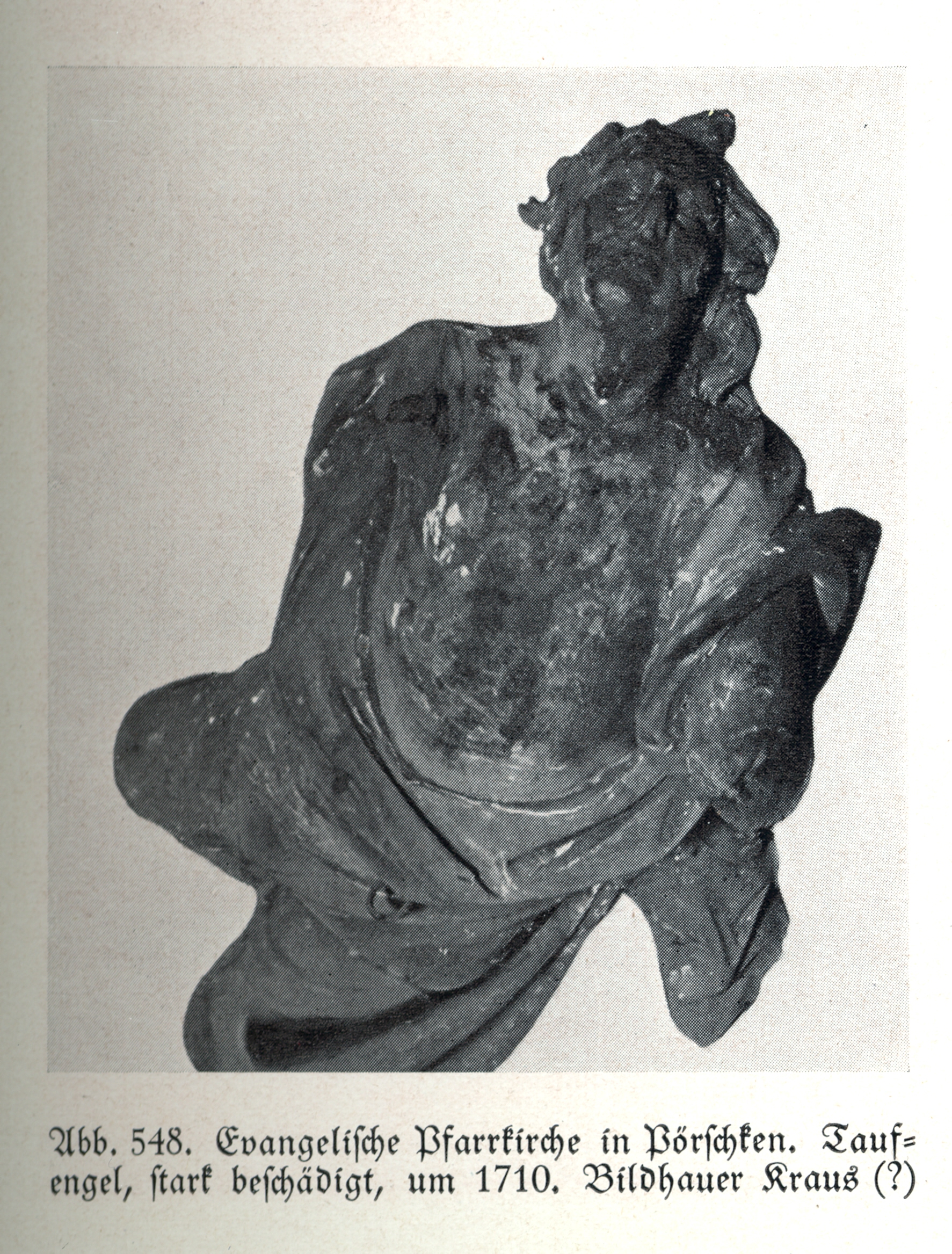

Der Innenraum der Kirche wurde überspannt von einem mit biblischen Motiven bemalten Korbbogengewölbe aus der Zeit um 1738. In der Kirche stand  ein großer, reich verzierter, geschnitzter Kanzelaltar von 1730, der später in der Sammlung in der Marienburg (polnisch Malbork) Aufnahme fand. Der reich verzierte Beichtstuhl stammt aus der gleichen Werkstatt wie der Kanzelaltar. Die Herrschaftsempore war in der Zeit um 1614 entstanden, zwei Messing-Kronleuchter mit dem Doppeladler waren von 1661. Eine Orgel erhielt die Kirche im Jahre 1705. In der Kirche befanden sich künstlerisch hervorragende Grabmäler aus dem 16. Jahrhundert.
Die meisten Ausstattungsstücke sind in Kriegsfolge verbrannt oder verschollen, darunter auch wohl auch ein Taufengel aus der Zeit um 1710, dessen Anfertigung dem Bildhauer Joseph Anton Kraus zugeschrieben wurde.
Im Zweiten Weltkrieg wurden insbesondere der Turmhelm zerstört, und das Kirchenschiff brannte aus. Nach langen Jahren des Verfalls begann man, die Kirchenruine als Lagerhalle einzurichten. Über einen Meter des Mauerwerks trug man dazu ab und versah die Halle mit einem Dach aus Asbestzementplatten. Im Nordosten brach man eine Öffnung als Durchfahrt für LKWs durch die Wand. Turmeingang und der Zugang zu der nicht mehr vorhandenen Sakristei wurden zugemauert, und die Fenster mit Brettern vernagelt. Heute steht die Ruine leer und verfällt immer mehr.

## Kirchengemeinde

### Kirchengeschichte

#### Bis 1945
Bereits in vorreformatorischer Zeit war Pörschken ein Kirchdorf. Relativ früh hielt die Reformation hier Einzug. Die Bevölkerung war vor 1945 fast ausnahmslos evangelischer Konfession. Der erste evangelische Geistliche amtierte hier vor 1551.
Im Jahre 1925 zählte das weitflächige Kirchspiel Pörschken mehr als 3.300 Gemeindeglieder. Es war dem Kirchenkreis Heiligenbeil (russisch Mamonowo) innerhalb der Kirchenprovinz Ostpreußen der Kirche der Altpreußischen Union zugeordnet, das Patronat war königlich, danach staatlich.

#### Seit 1945
Aufgrund von Flucht und Vertreibung der einheimischen Bevölkerung war das kirchliche Leben in Pörschken eingebrochen und die evangelische Kirchengemeinde erloschen. In der Zeit der Sowjetunion war kirchliches Leben verpönt wenn nicht gar untersagt und gar verfolgt. Erst in den 1980er und 1990er Jahren entspannte sich das Verhältnis von Kirche und Staat und Gesellschaft.
In dem dann Nowo-Moskowskoje genannten Ort in der russischen Oblast Kaliningrad (Gebiet Königsberg (Preußen)) siedelten sich in den 1990er Jahren Russlanddeutsche an, die auf religiöses Leben in einer Kirchengemeinde nicht verzichten wollten. In dem Ort wurde eine kleine Kapelle (Bethaus) errichtet. Es entstand eine Gemeinde, die als Filialgemeinde von den Geistlichen der Auferstehungskirche in Kaliningrad (Königsberg) versorgt wird. Damit ist sie Teil zugleich der Propstei Kaliningrad in der Evangelisch-Lutherischen Kirche Europäisches Russland.

### Kirchspielorte (bis 1945)
Zum Kirchspiel Pörschken gehörten bis 1945 insgesamt 34 Dörfer, Orte, Ortschaften und Wohnplätze:
| Deutscher Name | Russischer Name                        |  | Deutscher Name | Russischer Name                          |
| -------------- | -------------------------------------- |  | -------------- | ---------------------------------------- |
| Albeneck       | NN.                                    |  | Louisenhof     | Woronowo                                 |
| Albenort       | NN.                                    |  | Ludwigsort     | Laduschkin                               |
| Barsen         | Kossatuchino                           |  | Ludwigsthal    | NN.                                      |
| Charlottenthal | Dubki                                  |  | Morren         | NN.                                      |
| Dagwitten      | Bolschedoroschnoje                     |  | Patersort      | Beregowoje                               |
| Groß Klingbeck | NN.                                    |  | Patranken      | Oktjabrskoje, bis 1992: Krasnoarmeiskoje |
| Grünwehr       | NN.                                    |  | Perwilten      | Gorkowski                                |
| Hermannswalde  | NN.                                    |  | Pörschken      | Nowo-Moskowskoje                         |
| Julienhof      | Bolschedoroschnoje                     |  | Poplitten      | Nowo-Moskowskoje                         |
| Kainen         | Woronowo                               |  | Praußen        | NN.                                      |
| Kämmershöfen   | NN.                                    |  | Rippen         | Sowchosnoje                              |
| Konradswalde   | NN.                                    |  | Schneewalde    | Laduschkin                               |
| Kopainen       | Bolschedoroschnoje, bis 1992: Gogolewo |  | Schwanis       | Sosnowka                                 |
| Korschelken    | NN.                                    |  | Sollecken      | Kossatuchino, bis 1992: Nischneje        |
| Lauck          | Muschkino                              |  | Stobecken      | Muschkino                                |
| Laukitten      | Bolschedoroschnoje                     |  | Wargitten      | Oktjabrskoje                             |
| Legnitten      | Proletarskoje                          |  | Wendelau       | NN.                                      |

### Pfarrer (bis 1945)

#### Namen
An der Kirche Pörschken amtierten von der Reformation bis 1945 insgesamt 18 evangelische Geistliche:
- Johann Cleinow, 1551
- NN., 1556
- Johann Preuß, 1610–1613
- Johann Sperber, 1613–1643
- Balthasar Götcke, 1645–2654
- Jacob Grening, 1683/1687
- Bernhard Friedrich Hahn, 1685–1686
- Friedrich Jühr, 1687–1700
- Christian Bruno, 1700–1747
- Benjamin Friedrich Zimmer, 1723–1742
- Joachim Friedrich Voß, 1742–1758
- Georg Gottfried Lohrer, 1758–1784
- Johann Jacob von Schäwen, 1781–1821
- Ernst Wilhelm Bethke, ab 1818
- Alexander F.H. Henke, 1859–1884
- Karl Georg Obrkatis, 1884–1901
- Paul Friedrich Ferd. Hafke, 1902–1916
- Bruno Link, 1916–1945.

#### „Mann Gottes von Pörschken“
Um die Wende 18./19. Jahrhundert war Pfarrer Johann Jacob von Schäwen in Pörschken tätig. In der ihm eigenen originellen Art sprach er seinen Predigthörern ins Gewissen und forderte sie zur Besserung auf. In einer seiner Predigten soll er gesagt haben:
Liebe Gemeinde! Wenn der Herrgott mich am jüngsten Tage vor sich fordern wird, dann wird er mich fragen: „Mann Gottes von Pörschken, wo hast du die Schafe, die ich dir gegeben habe?“ Dann  werde ich verstummen müssen. Der Herr wird mich zum zweiten Male fragen: „Mann Gottes von Pörschken, wo hast du meine Schafe?“, und wieder werde ich ihm nicht antworten können. Wenn aber der Herrgott zum dritten Male frage: „Mann Gottes von Pörschken, wo hast du meine Schafe?“, und ich werde  wieder schweigen müssen, dann wird der Herr sagen: „Mann Gottes von Pörschken, Schafe habe ich dir gegeben, aber Ochsen hast du mir gebracht!“
In Erinnerung an solche Predigt wurde manch frommer Zeitgenosse aus Pörschken  gern auch als „Mann Gottes von Pörschken“ angesprochen.